# Centrale idroelettrica di Soverzene
La centrale idroelettrica "Achille Gaggia" è situata nel comune di Soverzene, in provincia di Belluno.

## Storia
La centrale venne realizzata dalla SADE su progetto del 1939 da Mario Mainardis per la parte elettrica, da Giuseppe Mignozzi per la parte edile e da Carlo Semenza per la parte idraulica. I lavori incominciarono nel 1942 ma per gli eventi della seconda guerra mondiale furono interrotti nel 1943; ripresi nel 1946, furono conclusi nel 1951.
All'epoca della sua realizzazione era la più grande centrale d'Europa.
È stata dedicata al senatore Achille Gaggia, presidente della SADE dal 1946 al 1953.

## Caratteristiche
La centrale si trova in caverna, situata 500 metri all'interno della montagna, e sfrutta le acque del fiume Piave provenienti dal serbatoio di Pieve di Cadore.
Il serbatoio di Val Gallina, alimentato dal serbatoio di Pieve è la vasca di carico della centrale, con funzione soprattutto di regolazione giornaliera e settimanale per l'alimentazione della centrale. Le acque vengono derivate con due gallerie in pressione, del diametro di 4,7 m (a monte dei pozzi piezometrici), e 5 m ( a valle) con una lunghezza di 2,5 km. Le gallerie, in prossimità dei pozzi piezometrici (della centrale) si sdoppiano in 4 condotte in c.a.p (cemento armato precompresso) realizzate dalla ditta S.A.C.A.I.M, del diametro di 2,55 m, e lunghe 225 m, di cui 160,5 in c.a.p, e il resto in raccordi metallici alle estremità.
La sala macchine della centrale, dalle enormi dimensioni è attrezzata con 4 gruppi turbina Francis, e alternatori Ercole Marelli ad asse verticale da 60 MVA ciascuna.
I canali di scarico della turbine inizialmente separati, confluiscono a pettine in un'unica galleria di scarico a pelo libero, della lunghezza di 715 m, e del diametro di 6 m. Tramite apposite paratoie, la galleria è collegata al canale per l'alimentazione al lago di Santa Croce.
In una sala adiacente agli alternatori, sono sistemati quattro gruppi trasformatori (uno per ogni alternatore), composti da tre trasformatori monofase, per un totale di 12, della ditta Tecnomasio Italiano Brown Boveri.
Era dotata di due turbine fabbricate dalla De Pretto-Escher Wyss, di Schio, e le altre due della ditta Riva, quest'ultime dotate di girante del diametro di 2 300 mm e camera a spirale del diametro di 1 700 mm. La chiocciola della turbina del peso di 65 t fu esposta alla Fiera di Milano del 1949 e fu illustrata da Walter Molino nella prima pagina della "Domenica del Corriere" del 24 aprile 1949.
Di notevole interesse è la volta della sala macchine decorata con affreschi allegorici sul tema dell’elettricità da Walter Resentera.
Dei finti finestroni con vetri opalini vengono illuminati ognuno con dodici lampade fluorescenti da 1,20 m l'una e 40 W, di tonalità simile a quella solare, così da dare l'impressione di una luce diurna dall'esterno, ottenendo alti livelli di illuminamento della sala macchine, e rendendo meno claustrofobico il lavoro di chi opera all'interno.

### Dati tecnici
- Potenza complessiva: 220 MW
- Turbine: 2 De Pretto-Escher Wyss, 2 Riva
- Alternatori: 4 Ercole Marelli
- Trasformatori: 12 Tecnomasio Italiano Brown Boveri
- Lunghezza sala macchine: 74 m
- Larghezza: 25 m
- Altezza dal pavimento sala macchine al soffitto affrescato: 18,35 m
- Altezza complessiva della caverna dal punto più depresso: 34 m[2]

## Effetti del disastro del Vajont sulla centrale
La sera del 9 ottobre 1963, l'onda di piena del Piave provocata dal disastro del Vajont danneggiò parzialmente la centrale che rimase fuori servizio fino all'agosto 1964, quando fu riattivata la condotta diretta Pieve di Cadore Val Gallina tramite il ponte-tubo sul Vajont.
La centrale è dotata di un sistema antiallagamento, semplice ed efficace. Nel caso ci sia una perdita d'acqua nelle sale turbine, queste sale vengono separate da porte stagne con chiusura automatica. Una volta allagate si svuotano in modo autonomo, con la pressione dell'acqua che provoca il cedimento di una sottile parete in mattoni forati, verso il canale di scarico attiguo.
La sera del disastro del Vajont, funzionò in maniera inversa da quella ipotizzata. Dato che la centrale era ancora in funzione, e con tutti i gruppi turbina-alternatore al massimo regime, il passaggio dell'onda provocò la parziale ostruzione del canale di scarico delle turbine verso il Piave. La pressione dell'acqua scaricata dalle turbine non avendo uscita, fece crollare la sottile parete in mattoni forati, attigua al canale allagando le sale turbine e attivando la chiusura automatica delle porte stagne.
Gli operai turbinisti che stavano lavorando videro crollare la parete e riuscirono a salvarsi dall'enorme flusso d'acqua, uscendo tramite delle scale a pioli, previste come vie di fuga in caso d'emergenza. L'altezza dell'acqua raggiunse l'altezza di 2,20 m. sul piano delle turbine.

## Ristrutturazione
Nel 2013 l'impianto è stato oggetto di un importante intervento di rinnovamento, comprendente la sostituzione dei quattro gruppi turbina e delle valvole idrauliche, nonché interventi alla sezione elettrica. Terminati i lavori nel 2016, la centrale risulta così composta:
| GRUPPO | DATA ATTIVAZIONE | TURBINA FRANCIS ASSE VERTICALE | TURBINA FRANCIS ASSE VERTICALE | TURBINA FRANCIS ASSE VERTICALE | TURBINA FRANCIS ASSE VERTICALE | TURBINA FRANCIS ASSE VERTICALE | ALTERNATORE | ALTERNATORE | ALTERNATORE | TRASFORMATORE monofase - 3 per gruppo | TRASFORMATORE monofase - 3 per gruppo | TRASFORMATORE monofase - 3 per gruppo | TRASFORMATORE monofase - 3 per gruppo | TRASFORMATORE monofase - 3 per gruppo |
| GRUPPO | DATA ATTIVAZIONE | DITTA                          | POTENZA MW                     | SALTO m                        | PORTATA mc/s                   | VELOCITA' giri/min             | DITTA       | POTENZA kVA | TENSIONE kV | DITTA                                 | TIPO                                  | POTENZA 1 FASE kVA                    | TENSIONE kV                           | COLLEGAMENTO                          |
| 1      | 02.07.2014       | ANDRITZ HYDRO                  | 56,27                          | 278                            | 21,76                          | 428,6                          | Ansaldo     | 60000       | 10          | TECNOMASIO B.B                        | OFWF                                  | 25300                                 | 220                                   | Ynd11                                 |
| 2      | 27.03.2014       | ANDRITZ HYDRO                  | 56,27                          | 278                            | 21,76                          | 428,6                          | Ansaldo     | 60000       | 10          | TECNOMASIO B.B                        | OFWF                                  | 25300                                 | 220                                   | Ynd11                                 |
| 3      | 05.08.2015       | ANDRITZ HYDRO                  | 56,11                          | 278                            | 21,76                          | 428,6                          | Ansaldo     | 60000       | 10          | TECNOMASIO B.B                        | OFWF                                  | 25300                                 | 220                                   | Ynd11                                 |
| 4      | 14.07.2016       | ANDRITZ HYDRO                  | 56,11                          | 278                            | 21,76                          | 428,6                          | Ansaldo     | 60000       | 10          | TECNOMASIO B.B                        | OFWF                                  | 25300                                 | 220                                   | Ynd11                                 |